# NGC 4323
NGC 4323 هي مجرة محدبة أو مجرة حلزونية قزمة تبعد حوالي 52.5 مليون سنة ضوئية تقع في كوكبة الهلبة (كوكبة). تم اكتشافه في عام 1882 من قبل عالم الفلك فيلهلم تمبل. وهي مجرات تابعة من مسييه 100. وهو عضو في مجموعة عنقود العذراء المجري.

## وصلات خارجية
- NGC 4323 على موقع ويكي سكاي: DSS2, SDSS, GALEX, IRAS, Hydrogen α, X-Ray, Astrophoto, Sky Map, Articles and images